# ناتالس
ناتالس (به اسپانیایی: Natales) یک شهرستان در شیلی است که در استان اولتیما اسپرانزا واقع شده‌است. ناتالس ۴۸٬۹۷۴٫۲ کیلومتر مربع مساحت و ۱۹٬۱۱۶ نفر جمعیت دارد و ۳ متر بالاتر از سطح دریا واقع شده‌است.